# Kauê Willy
Kauê Willy Cardoso (4 de junio de 1996) es un deportista brasileño que compite en triatlón. Ganó una medalla de oro en los Juegos Panamericanos de 2019, y una medalla de oro en el Campeonato Panamericano de Triatlón de 2019.

## Palmarés internacional
| Juegos Panamericanos    | Juegos Panamericanos | Juegos Panamericanos | Juegos Panamericanos |
| Año                     | Lugar                | Medalla              | Prueba               |
| ----------------------- | -------------------- | -------------------- | -------------------- |
| 2019                    | Lima (Perú)          | Medalla de oro       | Relevo mixto         |
| Campeonato Panamericano |                      |                      |                      |
| Año                     | Lugar                | Medalla              | Prueba               |
| 2019                    | Monterrey (México)   | Medalla de oro       | Relevo mixto         |